# Pandunia
 (juillet 2024).
Si vous disposez d'ouvrages ou d'articles de référence ou si vous connaissez des sites web de qualité traitant du thème abordé ici, merci de compléter l'article en donnant les références utiles à sa vérifiabilité et en les liant à la section « Notes et références ».
En pratique : Quelles sources sont attendues ? Comment ajouter mes sources ?
Le pandunia est une langue construite internationale parlée actuellement[Quand ?] par une petite centaine de locuteurs, notamment quotidiennement en ligne à travers des réseaux sociaux comme Reddit et Telegram. Les phonèmes sont simples, la grammaire est concise et s’apprend rapidement. La langue est très complète dans les domaines de la géographie et de la culture.
L’objectif du pandunia est de faciliter la communication internationale en représentant au mieux une convergence par égalité, prévalence et simplicité[pas clair], des diverses langues présentes sur la planète. Aussi, plus d’une vingtaine des langues les plus répandues servent de sources pour les racines du pandunia : entre autres, l’anglais, l’espagnol, le hindi, le français, le portugais, le russe, le turc, le chinois, l’arabe, l’indonésien, le japonais, le swahili,.
Le projet, lancé en 2005 par le Finlandais Risto Kupsala, reçoit son nom en 2007. En mars 2017, la langue devient totalement isolante, mais finalement conserve quelques éléments agglutinants en août, notamment quelques terminaisons pour définir le rôle de certains mots et la construction des mots composés. La langue est « fixée » le 2 mai 2019, même si la version 2.0 a été publiée le 28 septembre 2021.

## Alphabet et prononciation
Le pandunia s’écrit au moyen de vingt-cinq lettres de l’alphabet latin, toujours en minuscules, qui conservent chacune toujours la même prononciation ; aucune n’est silencieuse :
| Lettre | Phonème | Lettre | Phonème | Lettre | Phonème  |
| ------ | ------- | ------ | ------- | ------ | -------- |
| a      | /a/     | i      | /i/     | r      | /r/~/ɹ/  |
| b      | /b/     | j      | /d͡ʒ/    | s      | /s/      |
| c      | /t͡ʃ/    | k      | /kʰ/    | t      | /tʰ/     |
| d      | /d/     | l      | /l/     | u      | /u/      |
| e      | /e/     | m      | /m/     | v      | /v/      |
| f      | /f/     | n      | /n/     | w      | /w/~/ʋ/  |
| g      | /g/     | o      | /o/     | x      | /ʃ/      |
| h      | /h/~/x/ | p      | /pʰ/    | y      | /j/      |
|        |         |        |         | z      | /z/~/d͡z/ |

## Grammaire

### Mots invariables
Aucun substantif n’est variable en genre ni en nombre, aucun verbe variable en personne :
fix : un poisson, des poissons, du poisson
me nyama aple : je mange une pomme
tote nyama aple : vous mangez une pomme
Les mots composés sont constitués des deux racines rassemblées par la voyelle centrale -o- :
poste : courrier, lettre
sanduke : boîte
postosanduke : boîte aux lettres

### Verbes
Le pandunia permet une utilisation parallèle de phrases en ordres sujet-verbe-objet et sujet-objet-verbe, les deux principaux modèles, au moyen de verbes dont les terminaisons se terminent en -a (phrases SVO) ou -u (phrases SOV). Exemples :
te beka pang : tu cuis du pain
me lole widu : je les vois
Les pronoms personnels, invariables en genre, sont :
- me : je, moi, me
- te : tu, toi, te, vous (une personne vouvoyée)
- le : il, elle, lui
- mome : nous
- tote : vous (plusieurs personnes)
- lole : ils, elles, eux

Quand le contexte le permet, le sujet d’un verbe peut être omis.

### Dérivation
Les adjectifs, noms et verbes peuvent se dériver les uns des autres par l’ajout ou le remplacement d’une voyelle finale : -i pour les adjectifs et adverbes, -e pour les noms, -a ou -u pour les verbes. Exemples :
logi : oral, parlé
loga : parler
loge : parole, discours

## Étymologie et sources lexicales
En pandunia, les mots proviennent d’une forme proche de la forme la plus fréquente parmi les langues les plus parlées sur la planète, incluant les langues européennes et américaines, africaines, et asiatiques. Aussi, certains mots ont des sources qui sont conjointes à plusieurs langues de la planète. En mai 2019, la moitié des mots sont proches de l’anglais, environ un tiers sont proches de l’espagnol, de l’hindi, du français et du portugais, environ un quart proches du russe, du turc, du chinois ; un sixième proches de l’arabe, de l’indonésien, du japonais, du swahili, de l’allemand,.
Quelques exemples :
- bote (bateau) est proche de l’anglais boat, l’allemand Boot, l’espagnol bote, l’hindi पोत (pot), le swahili boti, etc.
- cay (thé) est proche du mandarin 茶 (chá), du japonais 茶 (cha), du coréen 차 (cha), du russe чай (ĉaj), de l’hindi चाय (cāy), du swahili chai, du portugais chà, etc.
- nam (nom) est proche de l’hindi नाम (nām), de l’indonésien nama, du japonais 名前 (namae), de l’anglais name, etc.
- rang (couleur) est proche du persan رنگ (rang), de l’hindi रंग (raṃg), du turc renk, du swahili rangi, du lingala langi, etc.
- safar (voyage) est proche de l’arabe et du persan سفر (safar), du turc sefer, du swahili safari, de l’anglais safari, etc.

Il est assez fréquent que les mots en pandunia soient des hyperonymes dans d’autres langues ; aussi, un mot en pandunia peut englober plusieurs réalités, comme daria qui signifie lac, mer, océan ou rivière.